# Balashankar Kantharia
Balashankar Ullasram Kantharia (gujarati : બાલાશંકર ઉલ્લાસરામ કંથારીયા) est un poète gujarati, né le 17 mai 1858 à Sathoda (Nadiad, Gujarat) et mort le 1er avril 1898 à Vadodara (Gujarat).

## Biographie

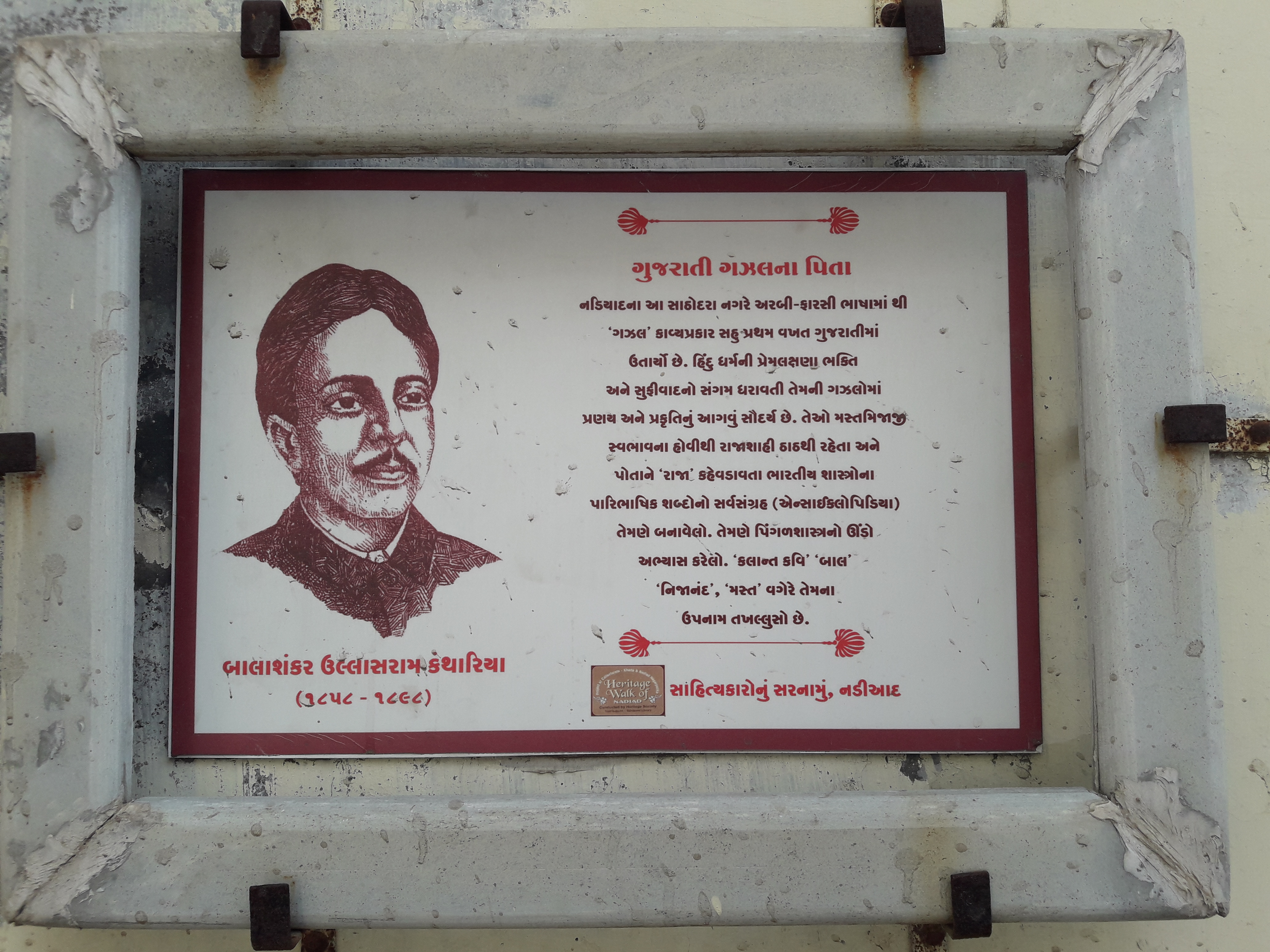
Plaque at Balashankar Kantharia's birth place

Balashankar Kantharia naît le 17 mai 1858 dans une famille de Nagar Brahmins (en) dans le village de Sathoda à Nadiad, au Gujarat,. Il interrompt ses études après sa première année universitaire.
Il est polyglotte et maîtrise le gujarati, le persan, l'arabe, le sanskrit, le braj et l'hindi, en plus de ses grandes connaissances en musique et en archéologie. Il est marié à Manilaxmi.
Il travaille un temps comme fonctionnaire. Il gère les magazines Bharati Bhusan, Itihas Mala et Krishna Mahoday, puis il travaille à la rédaction de Buddhiprakash (en) pendant une courte durée. Considéré comme un des fondateurs de la poésie et du ghazal gujaratis modernes, il se considère comme un disciple de Dalpatram (en) et est expert en métrique shikharini. Il est un ami proche de Manilal Dwivedi (en). Kalapi (en) aurait appris l'art du ghazal auprès de Dwivedi et Kantharia.
Kantharia meurt le 1er avril 1898 à Baroda (aujourd'hui Vadodara), au Gujarat.

## Œuvres
Kantharia écrit sous les noms de plumes Kalant Kavi et Bal. Il est reconnu pour ses apports de styles poétiques persans comme le ghazal dans la littérature gujaratie (en).
Il compose deux recueils de poèmes, Kalant Kavi et Hariprem Panchdashi. Il a traduit en gujarati Karpūramañjarī de Rajashekhara (en) et les ghazals soufis de Hafez. 
Son ghazal le plus connu, Gujare Je Shire Tare, est écrit en mètres beher (en).